# 성임 묘 및 신도비
성임 묘 및 신도비(成任 墓 및 神道碑)는 대한민국 경기도 파주시 문산읍 내포리에 있다. 조선초 좌참찬을 지낸 성임의 묘와 신도비로 석물 및 석등이 독특하다. 2001년 12월 21일 파주시의 향토문화유산 제17호로 지정되었다.

## 개요
성임(成任, 1421~1484)은 조선 초기의 문신으로 자는 중경(重卿), 호는 일재(逸齋)·안재(安齋)로 지중추부사를 지낸 염조(念祖)의 아들이며 성현(成俔)의 형이다. 1438년(세종 20) 사마시에 합격하였고, 1447년 식년문과에 병과로 급제, 승문원정자에 제수되었다. 곧이어 승정원주서로 특진했으며, 1453년 계유정란때 세조를 도와 원종공신(原從功臣) 2등에 책록되었다. 1461년 세조의 특별한 신임으로 이조참판에 제수되어 인사행정과 함께 악학도감 제조를 겸하여 음률의 정비에 힘썼다. 1464년 전라도관찰사로 나가서 민정과 군정을 다스리며 사냥을 즐기다가 의금부의 탄핵을 받기도 하였다. 그리하여 다시 내직으로 옮겨 형조참판·인순부윤을 역임하며,《경국대전(經國大典)》 편찬에 참여하였다. 1466년 형조판서에 올라 지중추부사·지의금부사를 겸하였으며 곧 이조판서로 옮겨 인사관리법을 개정하면서 인사행정에 기여하였다. 1471년(성종 2) 공조판서가 되고 이듬해 명나라 황태자 책봉사로서 연경에 다녀온 뒤 신숙주의 추천으로 성균관에서 후진양성에 이바지하였다. 이어 지중추부사·개성부유수를 역임하고, 1482년 좌참찬에 올랐으나 병으로 사임하고 지중추부사로 재직하던 중 병사하였다. 성품이 활달하고 식견이 풍부하며 글씨와 시문이 뛰어났다. 송설체(松雪體)의 대가로 해서·행서를 특히 잘 썼으며 시문에도 능하여 율시(律詩)에 일가를 이루었다. 문집으로 《안재집(安齋集)》이 있으며 시호는 문안(文安)이다. 
묘역은 북서 방향으로 조성되어 있으며 묘역에는 봉분 2기, 상석 2기, 석등 1기, 무인석 2기, 묘표석 1기가 원래 그대로 보존되어 있다. 묘역 아래 약 20여 미터 지점에 신도비가 세워져 있는데 1500년(연산군 6)에 건립된 비(비개28×115×40cm, 비신 155×82×20cm, 기대 55×112×58cm)로 홍귀달(洪貴達)이 짓고 안심(安深)이 쓰고 전(篆)하였다. 이 신도비의 앞뒷면 외곽에는 연화문이 띠를 두르듯 음각되어 있는데 매우 섬세하게 조각되어 있다. 이 연화문은 일반 신도비에서는 볼 수 없는 특징이라고 할 수 있다.

## 같이 보기
- 성임